# Presidenti dell'Assemblea legislativa di Macao

## Presidenti

### Presidenti dell'Assemblea legislativa di Macao (prima del 20 dicembre 1999)
| # | Nome                                      | Inizio         | Fine             |
| - | ----------------------------------------- | -------------- | ---------------- |
| — | Carlos D'Assumpção (Song Iok Sang) 宋玉生 | 31 marzo 1976  | 31 marzo 1984    |
| — | Carlos D'Assumpção (Song Iok Sang) 宋玉生 | 31 marzo 1984  | 20 aprile 1992   |
| — | Anabela Ritchie (Lam Yi Tou) 林綺濤       | 20 aprile 1992 | 20 dicembre 1999 |

### Presidenti dell'Assemblea legislativa di Macao (20 dicembre 1999 - presente)
| # | Nome                                         | Inizio            | Fine              |
| - | -------------------------------------------- | ----------------- | ----------------- |
| 1 | Susana Chou Vaz da Luz (Chou Kei Jan) 曹其真 | 20 dicembre 1999  | 23 settembre 2001 |
| 1 | Susana Chou Vaz da Luz (Chou Kei Jan) 曹其真 | 23 settembre 2001 | 25 settembre 2005 |
| 1 | Susana Chou Vaz da Luz (Chou Kei Jan) 曹其真 | 25 settembre 2005 | 15 ottobre 2009   |
| 2 | Lau Cheok Va 劉焯華                          | 15 ottobre 2009   | 16 ottobre 2013   |
| 3 | Ho Iat Seng 賀一誠                           | 16 ottobre 2013   | 5 luglio 2019     |
| — | Chui Sai Cheong 崔世昌                       | 5 luglio 2019     | 17 luglio 2019    |
| 4 | Kou Hoi In 高開賢                            | 17 luglio 2019    | in carica         |

## Vicepresidenti

### Vicepresidenti dell'Assemblea legislativa di Macao (prima del 20 dicembre 1999)
| # | Nome                     | Inizio | Fine             |
| - | ------------------------ | ------ | ---------------- |
| — | Edmund Ho Hau Wah 何厚鏵 | 1988   | 20 dicembre 1999 |

### Vicepresidenti dell'Assemblea legislativa di Macao (20 dicembre 1999 - presente)
| # | Nome                   | Inizio            | Fine              |
| - | ---------------------- | ----------------- | ----------------- |
| 1 | Lau Cheok Va 劉焯華    | 20 dicembre 1999  | 23 settembre 2001 |
| 1 | Lau Cheok Va 劉焯華    | 23 settembre 2001 | 25 settembre 2005 |
| 1 | Lau Cheok Va 劉焯華    | 25 settembre 2005 | 15 ottobre 2009   |
| 2 | Ho Iat Seng 賀一誠     | 15 ottobre 2009   | 16 ottobre 2013   |
| 3 | Lam Heong Sang 林香生  | 16 ottobre 2013   | 16 ottobre 2017   |
| 4 | Chui Sai Cheong 崔世昌 | 16 ottobre 2017   | in carica         |